# Dina Pathak
Dina Pathak, nata Gandhi (Amreli, 4 marzo 1922 – Mumbai, 11 ottobre 2002), è stata un'attrice indiana. 
È stata regista del teatro Gujarati e anche attrice cinematografica. Era un'attivista e presidente della National Federation of Indian Women (NFIW).
Veterana  dei film hindi e gujarati oltre che del teatro, Dina Pathak ha recitato in oltre 120 film in una carriera che è durata  oltre sei decenni. La sua produzione Mena Gurjari in stile teatro popolare Bhavai, è andata avanti con successo per molti anni e ora fa parte del suo repertorio. È meglio conosciuta per i suoi ruoli memorabili nei film hindi Gol Maal e Khubsoorat. Era una delle preferite dell'Art Cinema in India, dove ha interpretato ruoli importanti in film come Koshish, Umrao Jaan, Mirch Masala e Mohan Joshi Hazir Ho!.I suoi film gujarati degni di nota sono stati Moti Ba, Malela Jeev e Bhavni Bhavai, mentre le sue famose opere teatrali includono Dinglegar, Doll's House, Vijan Sheni e Hayavadana di Girish Karnad, diretto da Satyadev Dubey.
Anche le figlie Supriya Pathak e Ratna Pathak Shah sono attrici.

## Filmografia parziale
- Saat Hindustani, regia di Khwaja Ahmad Abbas (1969)
- Koshish, regia di Gulzar (1972)
- Mausam, regia di Gulzar (1975)
- Gol Maal, regia di Hrishikesh Mukherjee (1979)
- Khubsoorat, regia di Hrishikesh Mukherjee (1980)
- Bhavni Bhavai, regia di Ketan Mehta (1980)
- Umrao Jaan, regia di Muzaffar Ali (1981)
- Mohan Joshi Hazir Ho!, regia di Saeed Akhtar Mirza (1984)
- Mirch Masala, regia di Ketan Mehta (1987)
- Ijaazat, regia di Gulzar (1987)
- Tamas, regia di Govind Nihalani (1988)
- Pardes, regia di Subhash Ghai (1997)
- Devdas, regia di Sanjay Leela Bhansali (2002)
- Bollywood/Hollywood, regia di Deepa Mehta (2002)